# Генералштаб Оружаних снага Руске Федерације
Генералштаб Оружаних снага Руске Федерације централни је војноуправни орган Министарства одбране и основни оперативни орган Оружаних снага.
На његовом челу се налази начелник Генералштаба који је први замјеник министра одбране.

## Задаци
Основни задаци Генералштаба су:
- управљање Оружаним снагама;
- планирање одбране Руске Федерације;
- предлагање државне политике у области одбране и учествовање у њеном спровођењу;
- координација Оружаних снага и осталих трупа и формација у мирно вријеме;
- планирање мјера за изградњу и развој Оружаних снага;
- превођење Оружаних снага у ратно стање;
- одржавање потребне спремности Оружаних снага и контрола мобилизационе готовости;
- руковођење оперативном и мобилизационом припремом Оружаних снага;
- спровођење мјера за стратешко (оперативно) обезбјеђење Оружаних снага;
- организација обавјештајне дјелатности у интересу одбране и безбједности Руске Федерације;
- координација развоја система управљања Оружаних снага и осталих трупа и формација;
- организација комуникација и аутоматизованог управљања Оружаним снагама;
- планирање и спровођење организационих мјера у Оружаним снагама;
- организација попуне Оружаних снага;
- снабдјевање Оружаних снага основним типовима наоружања, војном, специјалном опремом и материјалним средствима;
- организација безбједности и заштите објеката Оружаних снага;
- заштита државне тајне у Оружаним снагама.

## Начелник Генералштаба
Начелник Генералштаба је непосредно потчињен министру одбране и лично је одговоран за рад Генералштаба. Поставља и разрјешава га предсједник Руске Федерације (врховни командант Оружаних снага).
Дјелокруг начелника Генералштаба: управа над Генералштабом, управљање Оружаним снагама, предлагање плана одбране Руске Федерације, предлагање мјера за изградњу и развој Оружаних снага, предлагање структуре и састава Оружаних снага, предлагање уредби о Генералштабу, војним окрузима и војним комесаријатима, организовање провјера борбене и мобилизационе готовости, руковођење војноисторијском, научно-информационом и уређивачко-издавачком дјелатношћу у Оружаним снагама, постављање и разрјешавање официрског кадра итд.